# Марко Јовановић (фудбалер, 1988)
Марко Јовановић (Ариље, 26. марта 1988) бивши је српски фудбалер. Играо је на позицији одбрамбеног играча.

## Клупска каријера
Јовановић је почео да тренира фудбал у родном Ариљу, да би 2001. године прешао у млађе категорије београдског Партизана. Као сениорски фудбалер дебитовао је у клупској филијали Телеоптику а за први тим Партизана је заиграо од сезоне 2007/08. Дебитантски наступ у дресу Партизана имао је на Куп утакмици са Сремом док је у првенственим утакмицама дебитовао у вечитом дербију. У наредне четири сезоне са Партизаном је освојио исто толико титула првака државе, три пута је био освајач Купа а био је и део генерације која је играла групну фазу Лиге шампиона у сезони 2010/11. Од сезоне 2011/12. заиграо је за пољског прволигаша Вислу из Кракова. У српски фудбал се вратио лета 2015. вратио када је потписао за Вождовац. Након полусезоне у Вождовцу, Јовановић се 23. децембра 2015. вратио у Партизан. Провео је у Партизану остатак такмичарске 2015/16. у којој је освојен Куп Србије. По одласку из Партизана играо је у израелској Бнеј Јехуди и грчкој Лариси након чега се за такмичарску 2018/19. вратио у Вождовац. Затим га је каријера одвела у Републику Српску, Премијер лига БиХ, где је 30. јуна 2019. године, потписао једногодишњи уговор са бањалучким Борцем. У новембру исте године је продужио уговор са Борцем до 2023. Са бањалучким клубом је освојио титулу првака Босне и Херцеговине у сезони 2020/21. Након две и по године у Борцу, Јовановић је у јануару 2022. раскинуо уговор са клубом. Прикључио се затим новосадском Пролетеру са којим је на крају такмичарске 2021/22. испао из Суперлиге Србије. У јуну 2022. потписао је за Железничар из Панчева, члана Прве лиге Србије. Са екипом Железничара је изборио пласман у Суперлигу Србије по први пут у клупској историји.  Наступао је за панчевачки клуб у Суперлиги и током првог дела такмичарске 2023/24. да би током зимске паузе завршио играчку каријеру.
У децембру 2024. године након одласка Саве Милошевића са клупе Партизана, Марко Јовановић иако нема потребну тренерску лиценцу (ПРО) добија прилику да води први тим ФК Партизан.

## Репрезентација
У августу 2008. године, селектор олимпијске репрезентације Србије Мирослав Ђукић је уврстио Јовановића на коначан списак играча за Олимпијске игре 2008. у Пекингу. Србија је такмичење на Олимпијском турниру завршила у групној фази након што је из три меча имала два пораза и један нерешен резултат, а Јовановић је наступио на све три утакмице.

## Трофеји
Партизан
- Суперлига Србије (4) : 2007/08, 2008/09, 2009/10, 2010/11.
- Куп Србије (4) : 2007/08, 2008/09, 2010/11, 2015/16.

Борац Бања Лука
- Првенство Босне и Херцеговине (1): 2020/21.